# Арноур Сігюрдссон
Заголовок цієї статті — це ісландське ім'я, де Арнор — особове ім'я, а Сігурдссон — ім'я по батькові. 
Арнор Сігурдссон (ісл. Arnór Sigurðsson, нар. 15 травня 1999, Акранес) — ісландський футболіст, півзахисник шведського клубу «Мальме» і національної збірної Ісландії.

## Клубна кар'єра
Народився 15 травня 1999 року в місті Акранес. Вихованець футбольної школи місцевого клубу «Акранес». Дорослу футбольну кар'єру розпочав 2015 року в основній команді того ж клубу, в якій за два сезони провів 7 матчів чемпіонату.
Своєю грою за цю команду привернув увагу представників тренерського штабу шведського «Норрчепінга», до складу якого приєднався 2017 року. Відіграв за команду з Норрчепінга наступні півтора сезони своєї ігрової кар'єри, з початку 2018 року ставши основним гравцем команди.
31 серпня 2018 року уклав п'ятирічний контракт з російським ЦСКА (Москва). Трансфер ісландця оцінювався у 40 мільйонів крон, тобто близько 4,4 мільйони фунтів, що зробило його найдорожчим гравцем в історії шведського клубу. Дебют Сігурдссона за нову команду відбувся 19 вересня 2018 року у грі Ліги чемпіонів проти «Вікторії» (Пльзень), що також зробило його наймолодшим ісландським футболістом, що виходив на поле в іграх групового етапу цього турніру. Перший гол за ЦСКА забив 7 листопада 2018 року, також у грі Ліги чемпіонів, у ворота «Роми». Протягом трьох сезонів відіграв за «армійців» у 87 матчах усіх турнірів, забивши 13 голів.
30 липня 2021 року на умовах оренди приєднався до італійської «Венеції», де провів один сезон, але основним гравцем не був. За «Венецію» зіграв 9 матчів у Серії А сезону 2021/22 та два матчі у Кубку Італії.
3 липня 2022 року призупинив свій контракт із ЦСКА на сезон 2022/23, скориставшись правилом ФІФА, запровадженим після вторгнення Росії в Україну в лютому 2022 року і 14 липня повернувся у «Норрчепінг». Цього разу зіграв за рік у шведському клубі 21 матч у чемпіонаті та забив 11 м'ячів, а у Кубку Швеції забив 4 м'ячі у 5 іграх.
21 червня 2023 року, знову скориставшись правилом ФІФА щодо контрактів іноземних гравців у Росії, він приєднався до англійського «Блекберн Роверз» на весь сезон 2023/24. Але вже в грудні ісландець підписав  клубом повноцінний контракт на 1,5 роки.
У лютому 2025 року перейшов у шведський клуб «Мальме».

## Виступи за збірні
2015 року дебютував у складі юнацької збірної Ісландії, взяв участь у 19 іграх на юнацькому рівні, відзначившись одним забитим голом.
2018 року залучався до складу молодіжної збірної Ісландії. На молодіжному рівні зіграв у 5 офіційних матчах, забив 1 гол.
15 листопада 2018 року дебютував в офіційних іграх у складі національної збірної Ісландії в матчі Ліги націй проти збірної Бельгії (0:2), вийшовши в стартовому складі..
| Дата       | Місто            | Господарі   | Результат | Гості              | Турнір                               | Голи | Примітки |
| ---------- | ---------------- | ----------- | --------- | ------------------ | ------------------------------------ | ---- | -------- |
| 15-11-2018 | Брюссель         | Бельгія     | 2 – 0     | Ісландія           | Ліга націй УЄФА 2018-2019 - 1-й етап | -    | 64'      |
| 19-11-2018 | Ойпен            | Ісландія    | 2 – 2     | Катар              | товариський матч                     | -    | 75'      |
| 22-3-2019  | Андорра-ла-Велья | Андорра     | 0 – 2     | Ісландія           | Відбір до ЧЄ 2020                    | -    |          |
| 8-6-2019   | Рейк'явік        | Ісландія    | 1 – 0     | Албанія            | Відбір до ЧЄ 2020                    | -    | 56'      |
| 11-10-2019 | Рейк'явік        | Ісландія    | 0 – 1     | Франція            | Відбір до ЧЄ 2020                    | -    | 81'      |
| 14-10-2019 | Рейк'явік        | Ісландія    | 2 – 0     | Андорра            | Відбір до ЧЄ 2020                    | 1    |          |
| 14-11-2019 | Стамбул          | Туреччина   | 0 – 0     | Ісландія           | Відбір до ЧЄ 2020                    | -    | 24'      |
| 17-11-2019 | Кишинів          | Молдова     | 1 – 2     | Ісландія           | Відбір до ЧЄ 2020                    | -    |          |
| 5-9-2020   | Рейк'явік        | Ісландія    | 0 – 1     | Англія             | Ліга націй УЄФА 2020-2021 - 1-й етап | -    | 66'      |
| 8-9-2020   | Брюссель         | Бельгія     | 5 – 1     | Ісландія           | Ліга націй УЄФА 2020-2021 - 1-й етап | -    | 72'      |
| 15-11-2020 | Копенгаген       | Данія       | 2 – 1     | Ісландія           | Ліга націй УЄФА 2020-2021 - 1-й етап | -    | 70'      |
| 25-3-2021  | Дуйсбург         | Німеччина   | 3 – 0     | Ісландія           | Відбір до ЧС 2022                    | -    | 71'      |
| 28-3-2021  | Єреван           | Вірменія    | 2 – 0     | Ісландія           | Відбір до ЧС 2022                    | -    | 55'      |
| 31-3-2021  | Вадуц            | Ліхтенштейн | 1 – 4     | Ісландія           | Відбір до ЧС 2022                    | -    | 69'      |
| 5-9-2021   | Рейк'явік        | Ісландія    | 2 – 2     | Північна Македонія | Відбір до ЧС 2022                    | -    | 60'      |
| 8-9-2021   | Рейк'явік        | Ісландія    | 0 – 4     | Німеччина          | Відбір до ЧС 2022                    | -    | 71'      |
| Усього     |                  | Матчів      | 16        |                    | Голів                                | 1    |          |